# غلام محمد فرهاد
غلام‌محمد فرهاد معروف به پاپا (زادهٔ ۱۲۸۰ هجری شمسی - وفات ۱۳۶۳ ه‍.ش) یا ‏(۱۹۰۱–۱۹۸۴)میلادی در میدان‌شهر ولایت  وردک زاده شد. وی مؤسس و نخستین رئیس شرکت برق افغانستان، شهردار کابل و بنیان‌گذار و رهبر حزب سوسیال دمکراسی افغانستان (افغان ملت) می‌باشد. او یکی از افغان‌های بود، که به تشدید روابط آلمان و افغانستان اهمیت زیادی قایل بود و یکی از معماران همکاری آلمان و افغانستان بود. ‏

## آموزش
پدرغلام محمد در سال ۱۹۱۰ ‏یکجا با فامیل خود به کابل آمدند. غلام محمد در سال۱۹۱۵ میلادی ۱۲۹۴ ه‍.ش تحصیلات خود را در لیسه حبیبیه به پایان رساند. در سال ۱۹۲۱م توسط امان‌الله شاه برای تحصیلات عالی به آلمان فرستاده شد. در سال ۱۹۲۸ غلام محمد فرهاد پس از فارغ‌التحصیل از دانشگاه فنی مونیخ به عنوان مهندس به افغانستان بازگشت و مسئولیت بخش مهندسی برق کارخانه‌های دولتی را بر عهده گرفت. هم معلم ربان آلمانی بود.

## ‏ وظایف
در زمان حکومت محمدنادرشاه غلام محمد فرهاد به حیث مدیر برق وزارت کار گماشته شد و وظیفه تأمین برق کافی شهر کابل را به عهده گرفت. پس از مرگ نادرخان به تأسیس دستگاه‌های برقی مبادرت ورزید.
غلام محمد فرهاد با شرکت زیمنس قراردادی برای ساخت توربین‌های الکتریکی امضا کرد. در سال ۱۹۳۷ توربین‌های جدید در چک وردک نصب نموده. ‏
در سال ۱۹۳۹، دومین کارخانهٔ تولید برق افغان را در بند سروبی با توربین آلمانی فعال کرد. و در سال ۱۹۴۸ به‌عنوان اولین شهردار منتخب شهر کابل انتخاب شد. در این زمان، او یک شهر مدرن را اساس گذاشت. جاده میوند و جادهٔ نادر پشتون کابل ساخته شد، چراغ اشاره و رانندگی برای اولین‌بار در افغانستان نصب گردید و به‌جای سیستم حمل و نقل بریتانیا، سیستم حمل و نقل بین‌المللی مرسوم شد. کارهای ساخت و ساز برای مسکونین کارته چهارم کابل، شاه شهید، میر ویس میدان، کارته سخی و جمال مینه در دوره غلام محمد فرهاد آغاز شد. او تأسیس برق چک وردک، برق سروبی، برق فابریکه پلخمری نمود. ‏
‏

## فعالیت‌های سیاسی و زندگی اجتماعی
زمانی که غلام محمد فرهاد هنوز در اروپا بود، شاه محمود خان، نخست‌وزیر افغانستان، ‏تغییرات سیاسی زیادی را در افغانستان به وجود آورد. غلام محمد فرهاد در انتخابات آزاد به عنوان شهردار کابل انتخاب شد. ‏
فرهاد، در سال ۱۹۵۵، عضو لویه جرگهٔ تدوین و تصویب قانون اساسی بود. در سال ‏۱۹۶۶ از سوی مردم کابل به‌عنوان نماینده در مجلس شورای ملی (پارلمان) برگزیده شد. در سال ۱۹۷۰ به‌عنوان اعتراض به‌کار خود در مجلس پایان داد وجرگه را ترک کرد

## تأسیس حزب
‏ درسال۱۹۶۶میلادی یا ه‍.ش ۱۳۴۵ بازنشسته شد. حزبی سیاسی به نام ‏(سوسیال دمکرات افغانستان) ملت افغانستان تشکیل داد در کنگره به عنوان رهبر این حزب انتخاب شد. ِانتشارات افغان ملت هم شروع به نشر نمود که مدت زیادی مرحوم قدرت‌الله خان حداد برادر مرحوم فرهاد مدیر مسول آن نشریه بود. ‏

## وفات ‏
هنگامی که حزب خلق در ۲۳ میزان ۱۳۵۸ به جرم سرنگونی حکومت از طریق کودتای نظامی پاپا غلام همراه با پسر بزرگش نادر به همراه تعدادی از همرزمانش توسط حفیظ الله امین دستگیر و روانه زندان شدند. درسال ۱۳۵۹ خورشیدی از زندان رها شد. سر انجام در ۱۷ عقرب ۱۳۶۳ (۶ نوامبر ۱۹۸۴) چشم از جهان فروبست و به خواب ابدی فرورفت. ‏

## موخذ
- . غلام محمد فرهاد نوشته عبدالروف مهدی در دانشنامه آریانا
- . غلام محمد فرهاد نوشته در ویکی پیدیا پشتو

- . پاپا شاروال غلام محمد فرهاد نوشته در ویبسایت مندیگک

- ‏. غلام محمد فرهاد مشهور به پاپا غلام نوشته در ویبسایت تول افغان

- . راه غلام محمد فرهاد در صفحه فیس بوک افغان ملت نوشته حداد فرهاد به مناسبت ۳۵ سشالروز وفات مرحوم

- . غلام محمد فرهاد در ویکی پیدیا انگلیسی

en:Ghulam Mohammad Farhad
- . غلام محمد فرهاد نوشته ویکی وند انگلیسی

- . کمپنی جاوا جاپان مدرسه را بنام غلام محمد فرهاد در افغانستان بنا نمود.